# 国民共进会
国民共进会是中华民国初期的公开政党。支持孙中山。
该会在中华民国成立后于1912年3月在北京结成。会长伍廷芳（未实际就任）、副会长王宠惠。其主要干部有陈锦涛、徐谦、许世英、林志钧、牟琳、陈箓、江辛等。该会幹部多为第一次唐紹儀內閣成員。
该会的宗旨是完成健全的共和政体。该会反对袁世凱行使独裁权力。后来随着唐紹儀内閣倒台，王宠惠和徐謙辞任閣僚，该会勢力一蹶不振。
1912年（民国元年）8月在宋教仁指导下，该会与统一共和党等合并组成国民党。